# Термінал ЗПГ Байя-Тодуз-ус-Сантус
Термінал ЗПГ Байя-Тодуз-ус-Сантус – інфраструктурний об’єкт для імпорту зрідженого природного газу (ЗПГ) до Бразилії.
У другій половині 2000-х для покриття дефіциту блакитного палива бразильська компанія Petrobras розпочала імпорт ЗПГ, прийнявши при цьому рішення на користь плавучих регазифікаційних терміналів, які потребують менше капітальних інвестицій та часу на створення. Першими такими об’єктами стали термінали в Гуанабарі (Ріо-де Жанейро) та Печемі (штат Сеара). В січні 2014-го до них приєднався третій термінал у штаті Баїя в затоці Байя-Тодуз-ус-Сантус.
Від причалу, до якого пришвартована плавуча установка зі зберігання та регазифікації (FSRU), видача регазифікованого палива відбувається за допомогою трубопроводу довжиною 49 км (в тому числі 15 км офшорної частини) та діаметром 700 мм, який:
- через 9 км після виходу на суходіл під’єднується в районі Сан-Франсиску-ду-Конді до газотранспортної мережі столичного регіону штату Баїя;
- ще через 25 км в районі Сан-Себаст’ян-ду-Пасе сполучається із газопроводом Gascac. 
Станом на 2020 рік максимальна добова пропускна здатність терміналу становила 20 млн м3 (за кілька років до того, на момент введення в експлуатацію, цей показник становив 14 млн м3 на добу).
Первісно на терміналі планували використовувати плавучу установку зі зберігання та регазифікації (FSRU) Exquisite, проте у підсумку її вирішили задіяти на терміналі Гуанабара, з якого до Баїї перевели  установку Golar Winter. Хоча Golar Winter була основним судном для терміналу в Баїї, проте, за потреби, вона могла полишати його. Так, на осінь 2017-го був запланований доковий ремонт, на час якого підмінити Golar Winter мала FSRU Experience.
У лютому 2019-го провели рокіровку двох установок – Golar Winter та Experience – між терміналами в Баїї та Печемі.
В грудні 2019-го власник терміналу компанія Petrobras на виконання угоди із антимономпольними органами оголосила тендер на передачу терміналу Байя-Тодуз-ус-Сантус у довгострокову оренду (при цьому переможець повинен був самостійно залучити плавучу установку). Хоча станом на осінь 2020-го існували певні проблемі із завершенням тендеру, проте Petrobras у вересні 2020-го вже перевела Experience до Гуанабари.
Восени 2021-го все-таки уклали угоду на оренду терміналу з компанією Excelerate Energy (власник найбільшого в світі флоту установок з регазифікації), а у грудні 2021-го в Байя почала роботу установка "Excelerate Sequoia".